# Kerstin Naumann
Kerstin Naumann (ur. 17 września 1981 w Dreźnie) – niemiecka wioślarka.

## Osiągnięcia
- Mistrzostwa Świata Juniorów – Linz 1998 – czwórka bez sternika – 2. miejsce[1].
- Mistrzostwa Świata Juniorów – Płowdiw 1999 – czwórka bez sternika – 1. miejsce[1].
- Mistrzostwa Świata – Gifu 2005 – czwórka bez sternika – 2. miejsce[1].
- Mistrzostwa Świata – Eton 2006 – czwórka bez sternika – 6. miejsce[1].
- Mistrzostwa Świata – Monachium 2007 – czwórka bez sternika – 2. miejsce[1].
- Mistrzostwa Europy – Poznań 2007 – ósemka – 2. miejsce[1].
- Mistrzostwa Świata – Poznań 2009 – ósemka – 4. miejsce[1].